# Silvan Palazot
Silvan Palazot, né le 5 juin 1980, est un skieur acrobatique français spécialisé dans les bosses. Il participe aux Jeux olympiques d'hiver de 2006 à Turin. Il a intégré l'équipe de France jeune à l'âge de 20 ans. Il a d'abord été premier du circuit coupe d'Europe puis il est parti en Coupe du Monde.

## Palmarès
- Coupe du monde
  - Meilleur classement général de la Coupe du monde de bosses : 46e en 2005
  - Meilleure performance dans des épreuves de Coupe du monde : 6e

### Championnats de France
- champion de France de ski de bosses en 2006
- champion de France de ski de bosses parallèles en 2006